# Араукана
Араука́на (исп. La Araucana) — повествование о завоевании испанцами земель арауканов (мапуче), обитавших на территории современного Чили. Написана Алонсо де Эрсилья-и-Суньигой (исп. Alonso de Ercilla y Zúñiga; 1533—1594, испанский поэт баскского происхождения) в период арауканской войны (исп. Guerra de Arauco). Поэма была весьма популярна в конце XVI века во многом из-за того, что автор был одновременно и свидетелем и участником событий, как ярый патриот и ревностный католик. Интерес представляет описание природы и местных ландшафтов Араукании, обычаев и культуры.
«Араукана» — довольно длинная героическая поэма в 37 песнях — история в стихах войны в Чили, переложенный в октавы дневник экспедиции, в которой участвовал автор. Любопытно, что автор с большей симпатией описывает арауканских вождей, нежели конкистадоров (например, вождь (токи) арауканов Кауполикан изображается храбрым и благородным). Эрсилья пишет об индейцах: «Арауканы — Ахиллы духа, отваги и силы».
Эрсилья обогатил испанский язык новыми словами, часто пользуясь для этого итальянским языком.

## Сюжет
«Араукана» начинается рассказом о причинах восстания арауканов и заканчивается победой над индейцами губернатором доном Гарсиа Уртадо де Мендосой.
В первой песне рассказывается о местоположении Чили и индейского государства Арауко (Estado de Arauco); традиции и военные приемы местных жителей; завоевания испанцев до того, как Арауко взбунтовалось. А заключительная песня 37 описывает то, как король дон Фелипе завоевывает королевство Португалию.

## Особенности
В целом, во всем, что описывает Эрсилья, немало вымышленных деталей. Несмотря на то, что «Араукана» — героическая поэма, в ней нет одного центрального героя, а автор мало придерживается правил сочинения героических поэм. Тем не менее, в метрической форме, морали, даже в схожести эпизодов, Эрсилья то и дело напоминает Ариосто и его «Неистового Роланда». В отличие от Ариосто автор старается изображать не галантных дам, любовные переживания, двор и рыцарские нравы, а подлинную борьбу за колонии. Он, однако, не справляется с этой задачей и вынужден на протяжении поэмы вклинивать эпизоды, ничем не отличающиеся от ариостовских.
Первая часть поэмы, которую Эрсилья сочинял, ещё находясь на полях сражений, поражает не только географической, хронологической четкостью, но и гуманистическим пафосом. Овеянная духом героики и культом чести, поэма Эрсильи — типичное явление испанской литературы.
Метрическая система «Арауканы» — октава с расположением рифм по системе ABABABCC:

…Песнь свою B
Я поведу о подвигах кровавых A
Воителей испанских в том краю, B
Где жил дотоль народ непокоренный, C
Испанскою рукой порабощенный. C
О племени сказанье передам, A
Не признававшем королевской власти, B
Известном всем по воинским делам, A
Победно отразившем все напасти. B
(Перевод С. Протасьева)

В Испанию октавы пришли из Италии и утвердились в эпической поэзии и отчасти в гражданской лирике XVI в. В «Араукане» характерным для времени было соединение таких элементов «образотворчества», как сравнения, почерпнутые из животного и растительного мира Америки («подобно голодному кайману»), с мифологическими и восходящими к античной истории.

## Влияние
Эпическая поэма де Эрсилья-и-Суньига снискала ему лавры испанского Вергилия или даже Гомера. Сервантес называл «Араукану» «лучшим (из книг), написанным героическим текстом на испанском языке». Об образе вождя арауканов Колоколо, как о типичном персонаже героического эпоса в своем «Эссе об эпической поэзии» писал Вольтер, предпочитая её в некоторых местах Илиаде. Испанские драматурги Лопе де Вега, Гаспар де Авила, Рикардо де Туриа сочиняли комедии на мотивы поэмы Эрсильи на протяжении всего XVII века. В эпоху романтизма она привлекла внимание Франсуа Шатобриана. В XIX веке «Араукана», в результате южноамериканских войн за независимость, стала национальным эпосом Чили. Эта поэма занимает центральное место в литературе испанского Возрождения, литературе Латинской Америки, и в особенности Чили.
В поэме индейцы, сопротивляющиеся чужеземному игу, предстают не только как героические личности, но как единое целое, как образ неумирающего народа. В этом смысле есть известная общность в изображении древних испанцев в «Нумансии» Сервантеса.
По масштабности замысла, глубине и сложности чувства, которое вкладывает автор в изображение великих исторических действий, «Араукана» перекликается с «Лузиадами» Камоэнса. Творение португальского собрата Эрсильи, воспевшего подвиг Васко да Гамы, и хронологически весьма близко «Араукане» (1572).

## Пример текста
No las damas, amor, no gentilezas
de caballeros canto enamorados;
ni las muestras, regalos ni ternezas
de amorosos afectos y cuidados:
mas el valor, los hechos, las proezas
de aquellos españoles esforzados,
que a la cerviz de Arauco, no domada,
pusieron duro yugo por la espada.
Начало поэмы «Араукана»

## Подражания
У Эрсильи был последователь и соперник. Через несколько лет после появления последней части «Арауканы», в 1596 году увидело свет другое произведение, претендовавшее на эпическое изображение событий конкисты Чили, — «Укрощенный Арауко» (Arauco Domado). Автором его был Педро де Онья (Pedro de Oña; 1570—1643). «Укрощенный Арауко» (Arauco Domado) — самая большая по количеству стихов поэма о завоевании, она почти целиком посвящена возвеличению предводителя испанцев де Мендосы (впоследствии вице-короля Перу), которого Эрсилья принципиально даже не упоминает в своей поэме.

## Кинематограф
В 1971 году испанский режиссёр Хулио Колль (Julio Coll; 1919—1993) снимает военно-историческую драму «Араукана» по мотивам одноимённой поэмы Эрсильи. По сценарию фильма, летом 1540 года при императоре Карлосе V, в Куско, из похода на юг, возвращается дон Педро де Вальдивия с пятью израненными солдатами. Они — единственные оставшиеся в живых. Несколько дней спустя, оправившись от ран, Педро де Вальдивия решает предпринять новую попытку завоевания Чили.